# كتاب السيرة وأخبار الأئمة
كتاب السيرة وأخبار الأئمة أو سير الأئمة وأخبارهم هو كتاب جمع فيه الراوية والإخباري أبو زكرياء يحي بن أبي بكر الوارجلاني أخبار أئمة المذهب الإباضي بشمال أفريقيا في القرون الهجرية الأولى.

## تاريخه
عاش المؤلف في النصف الثاني من القرن الخامس للهجرة/ 11 للميلاد، ويرى محقق الكتاب عبد الرحمن أيوب أن كتاب السيرة وأخبار الأئمة قد يكون وقع تأليفه بين عام471هـ/ 1078م، تاريخ وفاة أبي الربيع شيخ أبي زكرياء ومن أهم مصادره في هذا الكتاب، وعام 474هـ/ 1081م، وهو آخر تاريخ مذكور في الكتاب ، ويعتبر هذا الكتاب أقدم ما ألف في تاريخ الإباضية ودخولها أرض المغرب من قبل أحد شيوخها المغاربة. في حين أن أقدم كتاب وقع تأليفه حول الإباضية بالمغرب هو أخبار الأئمة الرستميين لابن الصغير وهو ليس إباضيا. من جهة أخرى يبدو أن كتاب السيرة وأخبار الأئمة كان قليل الانتشار في المكتبات الإباضية بالمقارنة مع مصادر أخرى. وعلى أية حال فقد وصلت مخطوطة منه إلى جان أوغست بوسترو (Jean Auguste Bossoutrot)، الفرنسي المولود بالجزائر العاصمة عام 1956، والذي استقر بتونس بعد احتلالها، وقام بنقله إلى اللغة الفرنسية غير أن هذه ترجمته لم تنشر وهي بالمركز الوطني للبحوث العلمية بباريس، كما نقله إلى الفرنسية أيضا المستشرق الفرنسي إيميل ماسكراي (Emile Masqueray) ونشره بالفرنسية والعربية عام 1878، ثم ترجمه كل من لوترنو وإدريس عام 1960. وبالإضافة إلى المخطوطة التي كانت بحوزة بوسترو، حصل محققه عبد الرحمن أيوب على مخطوطة ثانية للكتاب من دار الكتب المصرية، فقام بتحقيقه ونشره عام 1985 وصدر عن الدار التونسية للنشر. كما قام بتحقيقه إسماعيل العربي وصدر تحت عنوان سير الأيمة وأخبارهم، وطبع مرتين بالجزائر، وثالثة ببيروت. إلاَّ أنَّ المحقِّق أهمل الجزء الثاني من الكتاب ظنًّا منه أنه للوسياني وليس لأبي زكرياء.

## محتواه
يشتمل الكتاب على روايات وأخبار حول الرستميين وتأسيس دولتهم وعاصمتها مدينة تاهرت وصولا إلى سقوطها في نهاية القرن الثالث للهجرة/مطلع القرن 10م، مع ما تخلل ذلك من صراع مع الشيعة. وقد بدأ أبو زكرياء الوارجلاني كتابه بذكر فضائل الفرس والبربر وهما القاعدة التي سترتكز عليها الدولة الرستمية، كما أورد أخبار الدعاة الخمسة الأوائل للمذهب الإباضي ببلاد المغرب ومن بينهم عبد الرحمن بن رستم، وبدايات انتشار الدعوة الإباضية ثم بناء مدينة تاهرت التي اتخذت تأسيس لدولتهم، وتحدث عن أخبار أئمتها واحدا واحدا، بالإضافة إلى أخبار شيوخ المذهب الإباضي بين الطبقتين السابعة والعاشرة أي بعد سقوط الدولة الرستمية. وقد اعتمد على هذا المصدر مؤلفون إباضية لاحقون من أهمهم أبي العباس أحمد الدرجيني صاحب كتاب الطبقات.

## إشارات مرجعية
1. ↑  أبو زكرياء يحي بن أبي بكر، كتاب السيرة وأخبار الأئمة، الدار التونسية للنشر، تونس 1985، 14-15
2. ↑  المصدر نفسه، ص 15
3. ↑  المصدر نفسه، ص 10-11
4. ↑  يحيى بن أبي بكر بن سعيد اليهراسني الوارجلاني (أبو زكرياء) نسخة محفوظة 05 مارس 2016 على موقع واي باك مشين.